# رازدولنی (آستراخان)
رازدولنی (به لاتین: Razdolny) یک منطقهٔ مسکونی در روسیه است که در استان آستراخان واقع شده‌است.